# Liv Grete Skjelbreid
Liv Grete Skjelbreid, conocida también bajo su nombre de casada Liv Grete Poirée (Bergen, 7 de julio de 1974), es una deportista noruega que compitió en biatlón. Su hermana Ann-Elen y su exmarido Raphaël Poirée (casados entre 2000 y 2013) también fueron biatletas.
Participó en tres Juegos Olímpicos de Invierno, entre los años 1998 y 2006, obteniendo en total tres medallas: dos platas en Salt Lake City 2002 y un bronce en Nagano 1998. Ganó 13 medallas en el Campeonato Mundial de Biatlón entre los años 1997 y 2004.

## Palmarés internacional
| Juegos Olímpicos   | Juegos Olímpicos                | Juegos Olímpicos  | Juegos Olímpicos |
| Año                | Lugar                           | Medalla           | Prueba           |
| ------------------ | ------------------------------- | ----------------- | ---------------- |
| 1998               | Nagano (Japón)                  | Medalla de bronce | Relevos          |
| 2002               | Salt Lake City (Estados Unidos) | Medalla de plata  | Individual       |
| 2002               | Salt Lake City (Estados Unidos) | Medalla de plata  | Relevos          |
| Campeonato Mundial |                                 |                   |                  |
| Año                | Lugar                           | Medalla           | Prueba           |
| 1997               | Osrblie (Eslovaquia)            | Medalla de oro    | Equipo           |
| 1997               | Osrblie (Eslovaquia)            | Medalla de plata  | Relevos          |
| 1998               | Hochfilzen (Austria)            | Medalla de plata  | Equipos          |
| 2000               | Oslo (Noruega)                  | Medalla de oro    | Velocidad        |
| 2000               | Oslo (Noruega)                  | Medalla de oro    | Salida en grupo  |
| 2001               | Pokljuka (Eslovenia)            | Medalla de oro    | Persecución      |
| 2001               | Pokljuka (Eslovenia)            | Medalla de plata  | Individual       |
| 2001               | Pokljuka (Eslovenia)            | Medalla de bronce | Velocidad        |
| 2001               | Pokljuka (Eslovenia)            | Medalla de bronce | Salida en grupo  |
| 2004               | Oberhof (Alemania)              | Medalla de oro    | Velocidad        |
| 2004               | Oberhof (Alemania)              | Medalla de oro    | Persecución      |
| 2004               | Oberhof (Alemania)              | Medalla de oro    | Salida en grupo  |
| 2004               | Oberhof (Alemania)              | Medalla de oro    | Relevos          |